# Mark Bosnich
Mark Bosnich (Sydney, 13 de janeiro de 1972) é um ex-futebolista da Austrália que jogava como goleiro.

## Carreira

### A primeira passagem pelo Manchester United
Revelado pelo Sydney Croatia, equipe da colônia croata de Sydney, foi contratado pelo Manchester United em 1989, estreando em 1990, numa partida contra o Wimbledon.
No entanto, com a concorrência interna pelo gol do United (Gary Walsh, Jim Leighton e Les Sealey acirravam a disputa para ver quem seria o titular), Bosnich acabou deixando o United por questões burocráticas.

### Sucesso em Birmingham
Antes de retornar a Old Trafford após a primeira passagem, Bosnich regressou ao Sydney Croatia para disputar a National Soccer League (antecessora da A-League) e teve uma memorável passagem pelo Aston Villa.
Bosnich não pediu um lugar no time titular do Villa até a temporada 1993-94 (Nigel Spink e Michael Oakes eram as principais opções para o gol). Na semifinal da Copa da Liga Inglesa contra o Tranmere Rovers, ele defendeu três pênaltis em uma disputa dramática. Ele mais tarde admitiu que deveria ter sido expulso antes do tempo-extra por ter cometido falta sobre o astro do Tranmere, o anglo-irlandês John Aldridge. Ainda em 1993, Mark receberia a sua primeira convocação para a Seleção da Austrália.
O Aston Villa avançou à final, batendo o Manchester United, ex-time de Bosnich.
1994-95 foi a primeira temporada completa de Bosnich como goleiro titular do Villa, mas foi uma temporada extremamente decepcionante para o clube, que evitou o rebaixamento. Bosnich foi um dos poucos jogadores que se salvaram na fraca campanha dos Villans.
1995-96 foi talvez a melhor temporada da carreira do australiano. Ele foi amplamente aclamado como um dos melhores goleiros da Premier League, e ajudou o Villa terminou em quarto lugar no campeonato e ganhar a final da Copa da Liga, em Wembley, com um triunfo por 3-0 sobre o Leeds United.
Em 1996, Mark Bosnich foi multado em 1.000 libras e condenado pela FA depois que ele foi considerado culpado de má conduta por insultar torcedores do Tottenham com a saudação nazista.
Bosnich disputou mais três temporadas pelo Aston Villa. Com o contrato vencido, ele regressou ao Manchester United, em uma transferência livre.

### A volta ao United e a saída repentina
Mark voltou ao United em 1999, com a missão de substituir o lendário Peter Schmeichel à altura. Era o titular absoluto da baliza dos Red Devils, e os demais goleiros da equipes (os veteranos Andy Goram e Raimond van der Gouw e o jovem Paul Rachubka) não tinham a confiança total de Alex Ferguson.
Foi o grande nome da final da Copa Europeia/Sul-Americana de 1999 na vitória da equipe inglesa contra o Palmeiras por 1 a 0, se destacando com três defesas espetaculares, além de partidas memoráveis, como o empate em 0 a 0 contra o Real Madrid pela Liga dos Campeões da UEFA. Machucado, não jogou a partida de volta e o time espanhol acabou vencendo.
Mas a direção dos Red Devils optaram substituí-lo por Fabien Barthez, o que fez com que ele passasse de titular absoluto a terceiro goleiro. Desta forma, a sua segunda passagem pelo clube acabou sendo rápida. O treinador do Celtic, Martin O'Neill, chegou a solicitar o empréstimo do goleiro à sua equipe, mas o australiano se opôs à mudança, argumentando que iria tentar recuperar o seu lugar na equipe do United. Seu declínio nos Red Devils acabou fazendo com que ele, aos 28 anos de idade, fosse limado dos Socceroos, dando lugar ao então reserva Mark Schwarzer.

### Passagem pelo Chelsea, rejeição a Merson e primeira aposentadoria
Com a carreira arrasada, Mark assinou pelo Chelsea em 2001, também em uma transferência livre. Mas problemas com lesões o impediram de disputar partidas pela equipe londrina (foram apenas 7 jogos).
Entretanto, já recuperado, Bosnich sofre um duro golpe: o resultado do exame antidoping ao qual se submeteu deu positivo, e o goleiro acabou sendo demitido do Chelsea, e outro golpe ainda maior: foi suspenso do futebol por nove meses - a mais longa suspensão dada a um jogador no futebol inglês, até à data.
Cumprida a suspensão, Bosnich rejeita o retorno ao futebol após negar se transferir para o Walsall, time comandado por seu ex-companheiro de Aston Villa, Paul Merson (que também era jogador da equipe). Chegou também a ser cogitada uma contratação de Bosnich pelo Grays Athletic, mas tal transferência não se concretizou.

### O retorno aos gramados
Depois de cinco anos inativo, Mark Bosnich decidiu retomar a carreira de goleiro, já aos 35 anos de idade. Ele treinou no Queens Park Rangers na tentativa de jogar profissionalmente de novo. Durante o verão, ele perdeu 15 kg, e afirmou ter recuperado a maioria de seus reflexos. Em setembro, disputou um amistoso a portas fechadas contra o Barnet, vencido pelo QPR por 2 a 0.

### Retorno à Austrália e aposentadoria definitiva
Bosnich retornou de vez ao futebol, jogando pelo Central Coast Mariners. A estreia foi contra o Sydney FC, em 27 de julho de 2008. Mark chegou a defender uma cobrança de pênalti de Steve Corica, e foi muito saudado pela torcida dos Mariners.
Em 2009, Bosnich atuou em 8 partidas pelo Sydney Olympic, uma equipe do subúrbio da maior cidade australiana, e que disputa a Liga de Nova Gales do Sul. Uma lesão no tendão obrigou o goleiro a pendurar novamente as chuteiras.

## Carreira internacional
Sua estreia pela Seleção Australiana foi em 1993, contra a Nova Zelândia, pelas eliminatórias da Oceania para a Copa de 1994, na qual os Socceroos quase obtiveram a vaga; empataram em 1 a 1 com a Argentina (gols de Abel Balbo para a Albiceleste e Aurelio Vidmar para a Austrália), porém um gol contra de Alex Tobin, que desviou um cruzamento de Gabriel Batistuta e encobriu Robert Zabica, definiu o jogo de volta, em Buenos Aires.
Bosnich também viu a chance de jogar uma Copa do Mundo escapar numa repescagem, desta vez contra o Irã. Na primeira partida, empate em 1 a 1 (Khodadad Azizi para os iranianos e Harry Kewell para os Socceroos), e o segundo jogo, realizado em Melbourne, chegou a ter 2 a 0 favoráveis à Austrália (gols de Kewell e Aurelio Vidmar), mas o Team Melli empatou com Azizi e Karim Bagheri, se classificado para a Copa de 1998 pelo critério dos gols marcados fora. O goleiro, que descreveu a partida como o pior momento da história do futebol australiano, disputou apenas os Jogos Olímpicos de Barcelona em 1992 e a Copa das Confederações em 1997.
Pelo fato de ter ficado na maioria das vezes como reserva de Mark Schwarzer, Bosnich jogou apenas 17 partidas pela Austrália, com 1 gol marcado. Seu último jogo foi um amistoso contra a Hungria, em fevereiro de 2000.

## Títulos
Austrália
- Copa das Confederações: Vice - 1997
- Copa das Nações da OFC: 1996, 2000

Austrália Olímpica
- Olimpíadas de 1992[desambiguação necessária]: 4ºLugar

Manchester United
- Liga dos Campeões da UEFA: 1998-99
- Copa Europeia/Sul-Americana: 1999
- Taça dos Clubes Vencedores de Taças: 1990-91
- Supercopa Europeia: 1991
- Copa da Inglaterra: 1989-90, 1998-99
- Supercopa da Inglaterra: 1990
- FA Premier League: 1998-99, 1999-00,2000-01

Aston Villa
- Copa da Liga Inglesa: 1994, 1996